# Hermann von Wedel (General, 1813)
Hermann Alexander Wilhelm von Wedel (* 9. Januar 1813 auf Neuwedell; † 28. Februar 1894 in Kolberg) war ein preußischer Generalleutnant und Kommandant der Festung Königsberg.

## Leben

### Herkunft
Seine Eltern waren Anton von Wedel (1783–1828) und dessen Ehefrau Marianne, geborene von Münchow (1779–1851). Sein Vater war Leutnant a. D., zuletzt im 7. Infanterie-Regiment.

### Militärlaufbahn
Wedel erhielt seine schulische Ausbildung auf dem Gymnasium in Bromberg. Am 24. September 1830 trat er Füsilier in das 21. Infanterie-Regiment der Preußischen Armee ein und wurde am 9. Januar 1831 zum Unteroffizier befördert. Am 14. Januar 1832 stieg er in die Offiziersränge auf, wurde Portepeefähnrich und am 15. Januar 1833 Sekondeleutnant. Vom 1. Juli 1836 bis zum 30. September 1838 war Wedel untersuchungsführender Offizier des Füsilier-Bataillons. Anschließend fungierte er als Lehrer an der Divisionsschule der 4. Division. Am 18. Juli 1844 wurde er zum Adjutanten der II. Bataillons ernannt. Während des Polnischen Aufstands von 1848 kämpfte Wedel im Gefecht bei Wreschen. Am 16. September 1848 avancierte er zum Premierleutnant und stieg am 1. Juli 1849 zum Regimentsadjutanten auf. Bei der Mobilmachung vom 6. November 1850 wurde er als Adjutant zur mobilen 8. Infanterie-Brigade kommandiert und kehrte anschließend am 4. Februar 1851 auf seinen Posten als Regimentsadjutant zurück.
Wedel wurde am 22. Juni 1852 zum Hauptmann befördert und war vom 1. März 1853 bis 31. Mai 1854 als Kompanieführer beim III. Bataillon des 21. Landwehr-Regiments tätig. Am 28. Juni 1854 kam er Kompaniechef in das 21. Infanterie-Regiment. 1855 begann die Armee mit Experimenten zum Miniégewehr. Dabei nahm Wedel von 25. März bis zum 1. Mai 1855 an den Schießversuchen teil. Am 13. August 1859 folgte seine Versetzung in das I. Bataillon des 21. Landwehr-Regiments. Bereits am 1. Dezember 1859 verließ er das Bataillon wieder und wurde zum Kriegsministerium kommandiert. Er war dort Berater für Bekleidung und Ausrüstung der Infanterie, kam aber bereits am 4. Januar 1860 zum Regiment zurück. Im gleichen Jahr wurde er am 8. Mai 1860 Kompanieführer beim 21. Kombinierten Infanterie-Regiment und am 1. Juli 1860 Major im 5. Ostpreußischen Infanterie-Regiments (Nr. 41).
Am 14. Oktober 1862 wurde Wedel zum Kommandeur des Füsilier-Bataillons im 2. Ostpreußischen Grenadier-Regiments Nr. 3 ernannt. Dort wurde er am 18. Juni 1865 Oberstleutnant und vom 27. März 1866 bis 9. Mai 1866 wieder zum Kriegsministerium kommandiert. Im Krieg gegen Österreich kämpfte Wedel 1866 er in den Gefechten von Trautenau und Tobitschau sowie der Schlacht bei Königgrätz. Am 29. September 1866 erhielt er den Kronenorden III. Klasse mit Schwertern für seine Verdienste. Zudem wurde er am 30. August 1866 Kommandeur des Infanterie-Regiments Nr. 78 in Emden ernannt und in dieser Eigenschaft am 31. Dezember 1866 mit Patent vom 30. Oktober 1866 zum Oberst befördert.
Am 21. Oktober 1869 wurde er als Kommandeur in das 8. Pommersche Infanterie-Regiment Nr. 61 versetzt. Während des Krieges gegen Frankreich kämpfte Wedel 1870/71 in den Schlachten von Gravelotte und Villers sowie den Belagerungen von Metz und Paris als auch den Gefechten von Salins und Les Planches. Für Gravelotte erhielt er das Eiserne Kreuz II. Klasse und für den Feldzug am 3. März 1871 das Kreuz I. Klasse. Am 31. März 1871 beauftragte man Wedel kurzzeitig mit der Führung der 8. Infanterie-Brigade. Unter Stellung à la suite seines Regiments wurde er am 3. Juni 1871 zum Kommandeur der Brigade ernannt und am 18. August 1871 zum Generalmajor befördert. Am 13. April 1875 wurde er als Kommandanten der Festung Königsberg ernannt. Am 18. Januar 1876 erhielt Wedel den Roten Adlerorden II. Klasse mit Eichenlaub und am 22. März 1877 die Beförderung zum Generalleutnant. Am 20. Januar 1878 bekam er den Stern zum Roten Adlerorden II. Klasse mit Eichenlaub und am 9. September 1879 den Kronenorden I. Klasse mit Schwertern. Anlässlich seines 50-jährigen Dienstjubiläums würdigte Wilhelm I. ihn am 24. September 1880 durch die Verleihung des Roten Adlerordens I. Klasse mit Eichenlaub mit der Zahl 50. Am 12. März 1881 wurde Wedel mit Pension zur Disposition gestellt. Er starb am 28. Februar 1894 in Kolberg.

### Familie
Wedel heiratete am 30. März 1853 in Stargard Henriette von Gellhorn (1820–1857), mit der er folgende Kinder hatte:
- Ignes (1854–1942) ⚭ 7. Juli 1879 Ernst Aßmann (1849–1926), preußischer Sanitätsrat
- Luise (1856–1942)
- Henriette (1857–1926)

Nach dem frühen Tod seiner ersten Frau heiratete Wedel am 28. Juni 1860 in Konitz Elise von Besser (1834–1905), eine Tochter des Landrats Otto Karl Kurt Hermann von Besser (1800–1878). Das Paar hatte folgende Kinder:
- Hasso (1862–1947); zu dessen Nachkommen gehört der Audiologe Hasso von Wedel

⚭ 29. Dezember 1890 (Scheidung 1920) Klara von Zaluskowsky (1870–1933)
⚭ 1920 Hildegard Weiß (1896–1945)
- Bernhard (1864–1937) ⚭ 27. September 1891 Else Betge (1872–1946)
- Ernst (1865–1903) ⚭ 1902 Maria von Ruville (1876–1957)
- Ewald (1868–1914), gefallen bei Moorslede/Flandern
- Albert (1873–1909)